# Kockelscheuer
Kockelscheuer (en luxemburguès: Kockelscheier; en alemany: Kockelscheuer) és una vila de la comuna de Roeser del districte de Luxemburg al cantó d'Esch-sur-Alzette. Està a uns 5,8 km de distància de la Ciutat de Luxemburg.